# 81

81(팔십일)은 80보다 크고 82보다 작은 자연수다.

## 수학
- 합성수로, 그 약수는 1, 3, 9, 27, 81이다. 진약수의 합은 40이므로, 81은 부족수다.
- 9번째 제곱수(92)다. 앞의 제곱수는 64, 다음은 100이다.
- 3번째 네제곱수(34)다. 앞의 네제곱수는 16, 다음은 256이다.
- 10번째 트리보나치 수다. 앞의 트리보나치 수는 44, 다음은 149다.
- 6번째 칠각수다. 앞의 칠각수는 55, 다음은 112이다.
- {\displaystyle 1^{3}-2^{3}+3^{3}-4^{3}+5^{3}=1-8+27-64+125=81}

## 과학
- 탈륨(Tl)의 원자번호.
- NGC 81: 안드로메다자리 방향에 있는 렌즈형은하.

## 교통
- 고속도로
  - 주간고속도로 제81호선: 테네시주 댄드릿지에서 뉴욕주 웰레즐리 섬까지 이어지는 미국의 주간고속도로.
  - 유럽 고속도로 81호선: 루마니아 콘스탄차에서 우크라이나 무카체베까지 이어지는 유럽 고속도로.
  - 아우토반 81호선(영어판, 독일어판): 독일의 고속도로.

- 국도 제81호선
  - 미국 81번 국도(영어판): 텍사스주 포트워스에서 노스다코타주 펨비나(영어판)까지 이어지는 미국의 국도.

- 기타 도로
  - 현도 제81호선

## 문화유산
- 대한민국의 국보 제81호: 경주 감산사 석조미륵보살입상
- 대한민국의 보물 제81호: 강릉 한송사지 석조보살좌상

## 방송
- 스카이라이프의 채널액션 채널 번호.
- 지니 TV의 OBS W 채널 번호.
- B tv의 씨네트리 채널 번호.
- U+ TV의 SPOTV K 채널 번호.
- LG헬로비전의 더M 채널 번호.
- KT HCN의 엔터TV 채널 번호.
- 드라마 주몽과 토요미스테리 극장은 총 81회 방영되었다.

## 기타
- 날짜: 8월 1일
- 연도: 81년, 기원전 81년
- 일본의 국제전화 국가번호.
- 일반적인 스도쿠에는 총 81칸이 있다.